# 雷恩 (波蘭)
雷恩（波蘭語：Ryn，[rɨn]）是波蘭的城鎮，位於該國東北部，距離吉日茨科19公里，由瓦爾米亞-馬祖里省負責管轄，面積4.09平方公里，鎮上的條頓騎士團城堡建於1337年，2006年人口3,006。

## 外部連結
- Municipal website （页面存档备份，存于） （波兰語）
- History of Ryn/Rhein （页面存档备份，存于） （德文）
- Map of East Prussia, ca. 1900 - Rhein is near Lötzen
- Pics ex Ryn （波兰語）

53°56′N 21°33′E / 53.933°N 21.550°E